# Scionella estevanica
Scionella estevanica är en ringmaskart som beskrevs av Miles Joseph Berkeley 1942. Scionella estevanica ingår i släktet Scionella och familjen Terebellidae. Inga underarter finns listade i Catalogue of Life.